# محرك نجمي

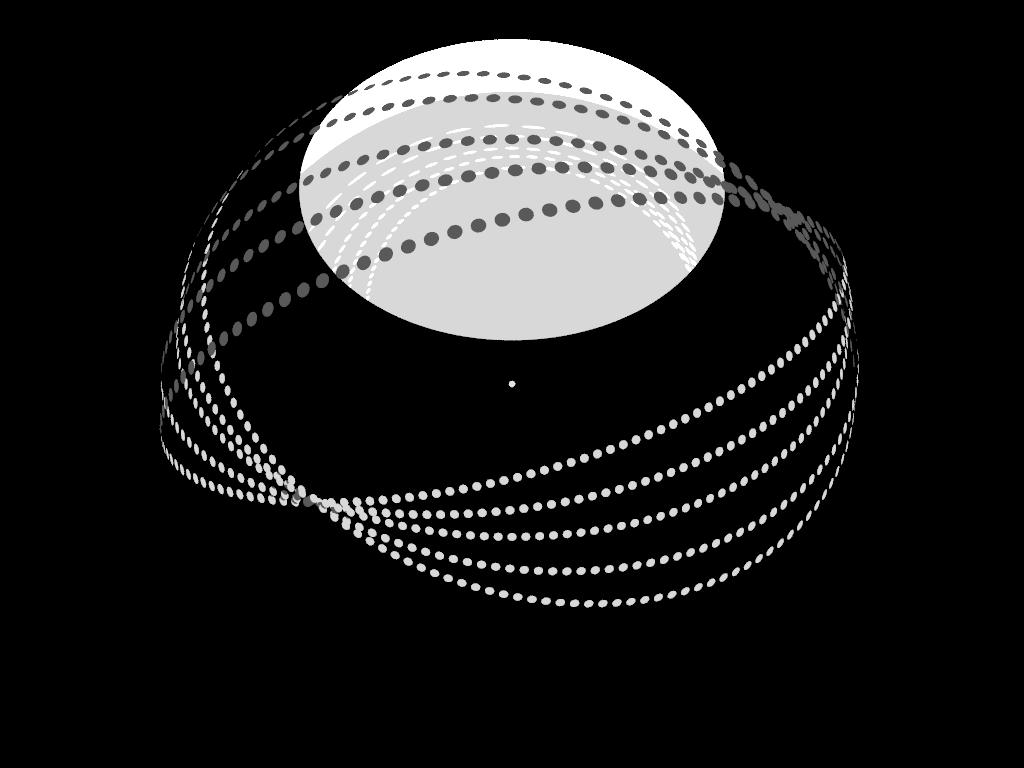

المحركات النجمية هي فئة من الهياكل الضخمة الافتراضية التي تستخدم الإشعاع النجمي لتوليد طاقة قابلة للاستخدام. قدّم باديسكو وكاثكارت هذا المفهوم. تستخدم بعض المتغيرات هذه الطاقة لتوليد قوة دفع، ما يعني زيادة سرعة نجم ما، وأي شيء يدور حوله، في اتجاه معين. إن إنشاء مثل هذا النظام من شأنه أن يُدخل صنّاعه في النوع الثاني من الحضارة تبعًا لمقياس كارداشيف.

## التصنيفات
عُرّفت ثلاث فئات من المحركات النجمية.

### الفئة إيه (محرك شكادوف الدفعي)
يُعدّ محرك شكادوف الدفعي أحد أبسط أمثلة المحرك النجمي (سُمّي على اسم الدكتور ليونيد شكادوف الذي قدّم هذا المحرك أول مرة)، ويُعرف باسم المحرك النجمي من الفئة إيه. يمثّل هذا المحرك نظامًا للدفع النجمي، ويتكون من مرآة ضخمة/شراع ضوئي أو شمسي –وهو في الواقع أحد الأنواع الضخمة من الستاتايت (القمر الاصطناعي الثابت) يكون كبيرًا بما يكفي لتصنيفه على أنه بنية عملاقة، من شأنها أن توازن الجاذبية بما يوازي النجم، بينما توازن ضغط الإشعاع بعيدًا عنه. ونظرًا إلى أن مثل هذه الحالات ستجعل ضغط الإشعاع النجمي غير متماثل، أي يصدر المزيد من الإشعاع في اتجاه ما مقارنةً بالاتجاه الآخر، فإن ضغط الإشعاع «الزائد» يعمل كقوة دفع صافية، ما يزيد من سرعة النجم في اتجاه الستاتايت المحلّق. تُعدّ مثل هذه الزيادة في كل من الدفع والتسارع بسيطة جدًا، ولكن قد يتّسم مثل هذا النظام بالاستقرار لآلاف السنين. سوف يتعرض أي نظام كوكبي متصل بالنجم «للسحب» بواسطة نجمه الأصلي. بالنسبة لنجم مثل الشمس، ذات اللمعان البالغ قيمته 3.85 × 1026 واط والكتلة المقدرة بما يعادل 1.99 × 1030 كلغ، فإن إجمالي قوة الدفع الناتجة عن انعكاس نصف إنتاج الطاقة الشمسية سيكون 1.28 × 1018 نيوتن. بعد مليون عام، قد ينتج عن الانعكاس سرعة نقل 20 م/ث، مع إزاحة عن الوضع الأصلي بمقدار 0.03 سنة ضوئية. بعد مليار سنة، ستصل السرعة إلى 20 كم/ث وسوف تبلغ الإزاحة 34000 سنة ضوئية، أي ما يزيد قليلاً عن ثلث العرض التقديري لمجرة درب التبانة.

### الفئة بي
يُعدّ المحرك النجمي من الفئة بي بمثابة مغلاف دايسون –أيًا كان المتغير الخاص به- ويكون مبنيًا حول النجم، ويستخدم الفرق في درجة الحرارة بين النجم والوسط بين النجمي لاستخراج الطاقة القابلة للاستخدام من قبل النظام، ربما باستخدام المحركات الحرارية أو خلايا الألواح الضوئية. على عكس محرك شكادوف، لا يعتمد هذا النظام على قوة دافعة.

### الفئة سي
يجمع المحرك النجمي من الفئة سي، مثل محرك باديسكو وكاثكارت، بين الفئتين إيه وبي، إذ يستخدم خصائص القوة الدافعة لمحرك شكادوف، وخصائص توليد الطاقة لمحرك الفئة بي.
يمكن اعتبار غلاف دايسون ذو السطح الداخلي المغطى جزئيًا بواسطة مرآة تجسيدًا لمثل هذا النظام (على الرغم من معاناته من نفس مشاكل الاستقرار بصفته غلافًا غير دفعي)، ويُعتبر سرب دايسون مع مرآة ستاتايت كبيرة تجسيدًا آخر يمكننا قبوله لهذا النظام (انظر إلى الصورة في الأعلى). يُعدّ متغير فقاعة دايسون أحد الأشكال المعروفة سلفًا بأنها من نمط محرك شكادوف (شريطة أن يكون ترتيب مكونات الستاتايت غير متماثل)؛ إذ يمكن اعتبار قدرة المكونات على استخراج الطاقة إضافة قليلة الأهمية.

### محرك الدفع كابلان
اقترح عالم الفيزياء الفلكية ماثيو إي كابلان من جامعة ولاية إلينوي بديلًا عن سرب دايسون من المرايا يستخدم الطاقة النجمية المكثفة لتهييج (لإثارة) مناطق معينة من السطح الخارجي للنجم مما يخلق حزمة من الرياح الشمسية يجري تجميعها بواسطة مجموعة من محركات الاندماج المتعددة بوسارد رامجيت، مما ينتج بلازما موجهة تجعلها تستقر في مدارها، بالإضافة إلى نفثات من الأكسجين-14 لدفع النجم. تفترض الحسابات الأولية المُستخدمة فاعلية قصوى، ويقدر كابلان أن محرك بوسارد سيستخدم 1015 غرام من المواد الشمسية في الثانية لإنتاج التسارع الأقصى الذي يبلغ 10−9 متر/ ثانية مربعة، مما ينتج سرعة تبلغ 200 كيلومتر/ثانية بعد خمسة ملايين عام، ومسافة 10 فراسخ نجمية خلال مليون عام. يعمل محرك بوسارد من الناحية النظرية لمدة مئة مليون عام معطيًا معدل فقدان الشمس للكتلة، يعتبر كابلان أن عشرة ملايين عام كافية لتفادي التصادم النجمي. واعتمدت قناة اليوتيوب التعليمية كورتس غيزاغت اقتراحه.

## المحركات النجمية في الروايات
في رواية الخيال العلمي «صانع النجم» لأولاف ستابليدون المنشورة عام 1937، تحاول بعض الحضارات المجرّية المتقدمة استخدام المحركات النجمية لدفع أنظمتها الكوكبية عبر المجرة لأجل التواصل بشكل مادي مع حضارات مجرّية أخرى. لكن اتضح أنّ النجوم عبارة عن أشكال حياة تملك وعيها الخاص، وهذا الوعي مستاء جدًا مما يحصل لها، لأنه يعتدي على قانون رقص الباليه المجري الذي تشعر النجوم أنها جزء منه، والذي تشعر النجوم أنه محور التركيز الأساسي والطقس الأكثر قداسة في حياتهم. لذلك تحاول هذه النجوم التي تحيط بالحضارات إجبارهم على التحرك في اتجاهات مختلفة للانتقام منهم من خلال إقدامها على الانتحار بواسطة تفجير أنفسها على شكل مستعرات  عُظمى، وبالتالي تدمير عوالمهم المُرافقة. وتبدأ بهذا حرب العوالم والنجوم والتي تستمر لملايين السنين، وتصبح حدثًا محوريًا في تاريخ المجرة. تنتهي الحرب فقط عندما تكتشف الحضارات المجرّية كيفية التواصل مع النجوم بشكل تخاطري وتعقد هدنة معها.
رواية المتعدد: وهي رواية عن الفضاء لستيفن باكستر، حيث يُبنى محرك الدفع شكادوف حول نجم نيوتروني ويجري إعداده ليصدم نجمًا نيوترونيًا آخر، والهدف تأخير التصادم، لكي لا تُمحى الحضارة المجريّة.
يصف لاري نيفن وغريغوري بنفورد في روايتهم وعاء السماء هيكلًا ضخمًا على شكل وعاء يستخدم حقولًا مغناطيسية لتحريض نجمها على لفظ مقذوفات البلازما، التي تسبب تحريك النجم برفقة الهيكل الضخم.
يوجد في فيلم المنتقمون: الحرب اللانهائية من عالم مارفل السينمائي سلسلة من المشاهد التي تحدث في نيدافيلير، يُستخدم فيها المحرك النجمي بمثابة مسبك للأسلحة.